# 张皋镇
张皋镇，是中华人民共和国内蒙古自治区乌兰察布市兴和县下辖的一个乡镇级行政单位。

## 行政区划
张皋镇下辖以下地区：
张皋村、十二号村、七道沟村、头号村、南水泉村、芦夭村、冯字号村、于树夭村、官屯堡村和四十八号村。